# Liang Kai

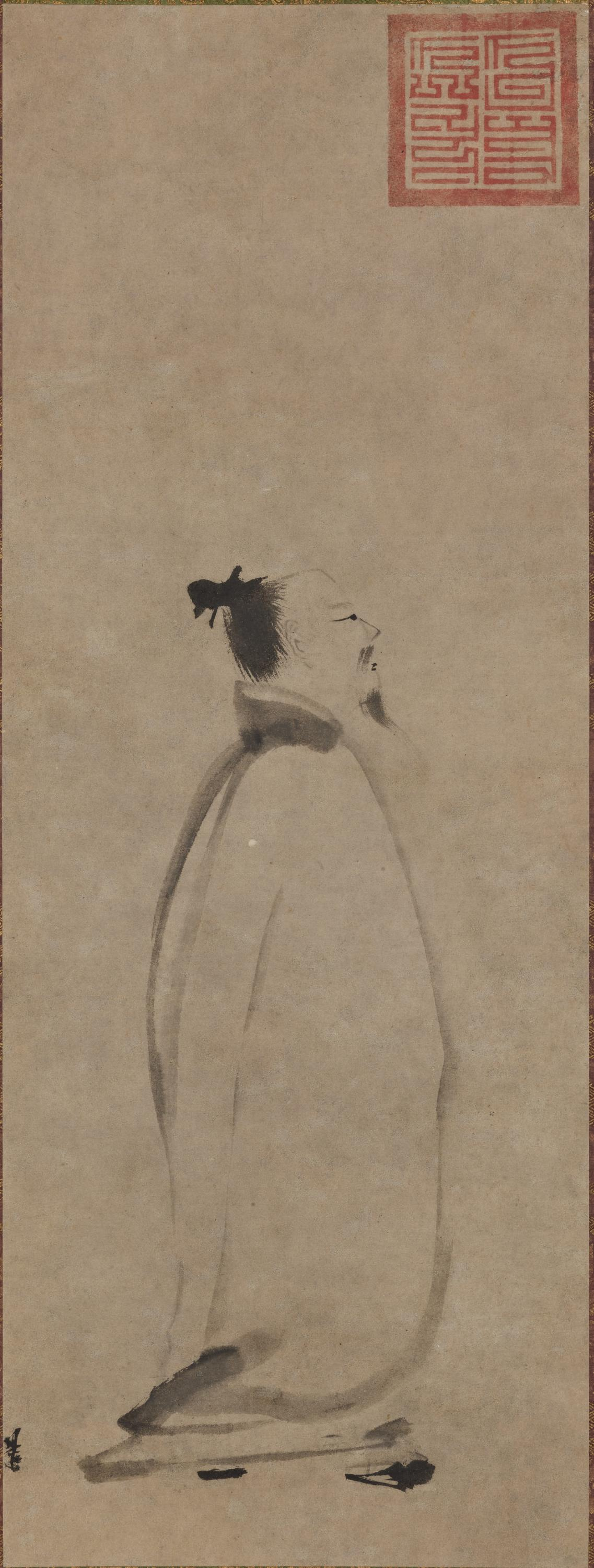
Li Bai, 李白行吟图 – Tuschmalerei von Liáng Kǎi

Betrunkener Unsterblicher

Liáng Kǎi (梁楷; geb. um 1140, gest. im 13. Jahrhundert) war ein chinesischer Maler, der während der Südlichen Song-Dynastie lebte. Er führte ein Leben zwischen dem kaiserlichen Hof und einem buddhistischen Chan-Kloster. In seinen Bildern bezog er sich oft auf die Werke seiner Vorgänger Su Shi und Mi Fu. Nach seinem Rückzug ins Kloster suchte er offen nach schöpferischer Inspiration im Alkohol, was einer langjährigen Tradition unter den Gelehrten entsprach.
Seine Bilder waren so ungezwungen, dass er oft der „verrückte Liang“ genannt wurde. Von Liáng Kǎi stammt das berühmte Bild des chinesischen Dichters Li Bai.